# Kreis Lobenstein
| Basisdaten                          | Basisdaten                                   |
| ----------------------------------- | -------------------------------------------- |
| Bezirk der DDR                      | Gera                                         |
| Kreisstadt                          | Lobenstein                                   |
| Fläche                              | 356 km² (1989)                               |
| Einwohner                           | 28.525 (1989)                                |
| Bevölkerungsdichte                  | 80 Einwohner/km² (1989)                      |
| Kfz-Kennzeichen                     | N (1953–1990) NJ (1974–1990) LBS (1991–1995) |
| Kreis Lobenstein im Bezirk Gera     |                                              |
| Der Kreis Lobenstein im Bezirk Gera |                                              |

Der Kreis Lobenstein war ein Landkreis im Bezirk Gera der DDR. Von 1990 bis 1994 bestand er als Landkreis Lobenstein in Thüringen fort. Sein Gebiet liegt heute zum größten Teil im Saale-Orla-Kreis in Thüringen. Der Sitz der Kreisverwaltung befand sich in Lobenstein.

## Geographie

### Lage
Der Gebirgskreis Lobenstein lag im Süden des Bezirks Gera. Er grenzte direkt an die Bundesrepublik Deutschland.

### Nachbarkreise
Der Kreis Lobenstein grenzte im Uhrzeigersinn im Nordwesten beginnend an die Kreise Saalfeld, Pößneck, Schleiz, Naila (bis 1972) bzw. Hof (ab 1972) und Kronach.

### Naturraum
Im Kreis trafen zwei bedeutende Naturräume aufeinander. Der Nordwesten gehörte zum Vogtland (Ostthüringisch-vogtländische Hochflächen), der Südwesten zum Thüringisch-fränkischen Mittelgebirge (Thüringer Schiefergebirge). Die höchste Erhebung des Thüringer Schiefergebirges war mit 792 m der Wetzstein südlich von Lehesten. Der Kulmberg mit 729 m lag südlich von Lobenstein ebenfalls im Schiefergebirge. Nach Norden und Nordosten nahmen die Höhen jedoch ab. Nördlich von Liebschütz auf der Ostthüringisch-Vogtländischen Hochfläche wurden nur 500 m erreicht. Die von Süden kommende Saale floss in vielen Windungen durch das südöstliche Kreisgebiet. Auf ihrer gesamten Länge wurde sie von der Bleilochtalsperre (Kreis Schleiz) aufgestaut. Im Kreis lagen die Naturschutzgebiete Jägersruh (46 ha) bei Grumbach, Kulm (15 ha) bei Schlegel, Ziegenholz (10 ha) bei Weitisberga, Heinrichstein (18 ha) bei Ebersdorf und Alpensteig (15 ha) bei Harra.

## Geschichte
Durch das Gesetz über die weitere Demokratisierung des Aufbaus und der Arbeitsweise der staatlichen Organe in den Länder in der Deutschen Demokratischen Republik vom 23. Juli 1952 kam es in den noch bestehenden fünf Ländern der DDR zu einer umfangreichen Kreisreform. So wurden am 25. Juli 1952 die Länder aufgelöst und 14 Bezirke eingerichtet. Hierbei wurden traditionelle Kreise aufgelöst oder in kleinere Kreise gegliedert, wobei es auch über die Grenzen der ehemaligen fünf Länder hinweg zu Gebietsänderungen kam. Der Kreis Lobenstein wurde hauptsächlich aus Gemeinden des alten  Landkreises Schleiz gebildet. Der Kreis wurde dem neugebildeten Bezirk Gera zugeordnet, Kreisstadt und Sitz der Verwaltung (Rat des Kreises bis 1990; danach Landratsamt) wurde Bad Lobenstein.
Nach der Korrektur der ursprünglichen Kreiseinteilung im Dezember 1952 bildeten die folgenden 44 Gemeinden den neuen Kreis Lobenstein:
- 8 Gemeinden aus dem Landkreis Saalfeld:

Brennersgrün, Burglemnitz, Gleima, Lehesten, Lothra, Röttersdorf, Schmiedebach und Weitisberga
- 36 Gemeinden aus dem Landkreis Schleiz:

Altengesees, Birkenhügel, Blankenberg, Blankenstein, Ebersdorf, Eliasbrunn, Friesau, Gahma, Grumbach, Harra, Heberndorf, Heinersdorf, Helmsgrün, Lichtenbrunn, Liebengrün, Liebschütz, Lobenstein, Lückenmühle, Neundorf (bei Lobenstein), Oberlemnitz, Oßla, Pottiga, Rauschengesees, Remptendorf, Röppisch, Ruppersdorf, Saaldorf, Schlegel, Schönbrunn, Thierbach, Thimmendorf, Titschendorf, Unterlemnitz, Weisbach, Wurzbach und Zoppoten
Durch Umgliederungen über Kreisgrenzen und Gemeindegebietsveränderungen sank die Zahl der Gemeinden bis auf 31 bei Auflösung des Kreises Ende Juni 1994:
- 1. August 1962 Eingliederung von Saaldorf in die Stadt Moorbad Lobenstein
- 1. Mai 1965 Eingliederung von Lückenmühle in Remptendorf
- 1. Januar 1991 Eingliederung von Oberlemnitz in die Stadt Moorbad Lobenstein
- 6. Mai 1993 Eingliederung von Friesau, Röppisch, Schönbrunn und Zoppoten in Ebersdorf/Thüringen
- 4. August 1993 Eingliederung von Helmsgrün und Lichtenbrunn in die Stadt Moorbad Lobenstein
- 22. Januar 1994 Eingliederung von Brennersgrün in die Stadt Lehesten
- 6. April 1994 Eingliederung von Röttersdorf und Schmiedebach in die Stadt Lehesten
- 6. April 1994 Eingliederung von Lothra in Drognitz

Am 17. Mai 1990 wurde der Kreis in Landkreis Lobenstein umbenannt. Anlässlich der Wiedervereinigung der beiden deutschen Staaten wurde der Landkreis Lobenstein durch das Ländereinführungsgesetz im Oktober 1990 dem wiedergegründeten Land Thüringen zugesprochen. Bei der Kreisreform in Thüringen ging er am 1. Juli 1994 nahezu vollständig im Saale-Orla-Kreis auf, lediglich die Stadt Lehesten kam zum Schwarza-Kreis (Name ab 28. September 1994: Landkreis Saalfeld-Rudolstadt).

### Einwohnerentwicklung
| Jahr      | 1960   | 1971   | 1981   | 1989   |
| Einwohner | 29.386 | 29.182 | 28.698 | 28.525 |

## Wirtschaft
Früher spielte der Bergbau in diesem Raum eine große Rolle. Die Verarbeitung von Schiefer hatte sich bis heute erhalten. In der kleinen Industriestadt Lehesten war ein Teilbetrieb des VEB Vereinigte Schiefergruben Unterloquitz ansässig. In Lobenstein befand sich ein modernes Feingußwerk, das Präzisionsgußteile für den Maschinen-, Fahrzeug- und Gerätebau produziert. Auch Betriebe der Holz-, Textil-, Elektronik- und Bauindustrie waren im Kreis ansässig. In Lehesten stand eine Brauerei.
Wichtige Betriebe waren unter anderen:
- VEB Lobensteiner Schuhfabrik
- VEB Elektronik Lobenstein
- VEB Brauerei Oberland Lobenstein
- VEB Feingußwerk Lobenstein
- VEB Brauerei Lehesten
- VEB Schiefergruben Lehesten
- VEB Zellstoff- und Papierfabrik Rosenthal

Besondere Bedeutung gewann der Fremdenverkehr. Zu einem vielbesuchten Kur- und Erholungsort hatte sich das Moorbad Lobenstein entwickelt.

## Verkehr
Nur eine einzige Fernverkehrsstraße, die F 90 (Saalfeld-Gefell), durchquerte den Kreis von Nordwesten nach Südosten.
Aus dem Kreis Saalfeld im Nordwesten kommend führte die Bahnstrecke Hockeroda–Unterlemnitz fast vor die Tore Lobensteins und vereinigte sich in Unterlemnitz mit der Bahnstrecke Triptis–Marxgrün, die bis zur bayerischen Grenze, an den Grenzbahnhof Blankenstein führte.

## Bevölkerungsdaten der Gemeinden
Bevölkerungsübersicht aller 42 Gemeinden des Kreises, die 1990 in das wiedergegründete Land Thüringen kamen.
| AGS      | Gemeinde                   | Einwohner       | Einwohner         | Fläche (ha)       |
| AGS      | Gemeinde                   | 3. Oktober 1990 | 31. Dezember 1990 | 31. Dezember 1990 |
| 16027010 | Altengesees                | 212             | 219               | 423               |
| 16027020 | Birkenhügel                | 437             | 436               | 557               |
| 16027030 | Blankenberg                | 1.316           | 1.311             | 374               |
| 16027040 | Blankenstein               | 1.215           | 1.212             | 69                |
| 16027050 | Brennersgrün               | 175             | 174               | 743               |
| 16027060 | Burglemnitz                | 106             | 110               | 290               |
| 16027070 | Ebersdorf                  | 1.428           | 1.410             | 281               |
| 16027080 | Eliasbrunn                 | 245             | 247               | 608               |
| 16027090 | Friesau                    | 421             | 423               | 1.043             |
| 16027100 | Gahma                      | 216             | 213               | 745               |
| 16027110 | Gleima                     | 90              | 89                | 286               |
| 16027120 | Grumbach                   | 203             | 200               | 672               |
| 16027130 | Harra                      | 1.152           | 1.079             | 1.485             |
| 16027140 | Heberndorf                 | 317             | 316               | 917               |
| 16027150 | Heinersdorf                | 449             | 425               | 729               |
| 16027160 | Helmsgrün                  | 345             | 350               | 689               |
| 16027170 | Lehesten/Thür.Wald, Stadt  | 1.658           | 1.644             | 1.777             |
| 16027180 | Lichtenbrunn               | 312             | 314               | 819               |
| 16027190 | Liebengrün                 | 498             | 494               | 1.012             |
| 16027200 | Liebschütz                 | 608             | 608               | 1.056             |
| 16027210 | Lobenstein, Moorbad, Stadt | 6.636           | 6.601             | 2.190             |
| 16027220 | Lothra                     | 174             | 173               | 457               |
| 16027230 | Neundorf                   | 788             | 803               | 1.180             |
| 16027240 | Oberlemnitz                | 183             | 185               | 498               |
| 16027250 | Oßla                       | 425             | 426               | 923               |
| 16027260 | Pottiga                    | 471             | 471               | 759               |
| 16027270 | Rauschengesees             | 141             | 141               | 462               |
| 16027280 | Remptendorf                | 1.328           | 1.331             | 2.092             |
| 16027290 | Röppisch                   | 236             | 235               | 658               |
| 16027300 | Röttersdorf                | 234             | 235               | 255               |
| 16027310 | Ruppersdorf                | 344             | 337               | 882               |
| 16027320 | Schlegel                   | 425             | 422               | 1.228             |
| 16027330 | Schmiedebach               | 380             | 381               | 821               |
| 16027340 | Schönbrunn                 | 560             | 558               | 942               |
| 16027350 | Thierbach                  | 170             | 173               | 422               |
| 16027360 | Thimmendorf                | 339             | 336               | 855               |
| 16027370 | Titschendorf               | 267             | 268               | 950               |
| 16027380 | Unterlemnitz               | 387             | 385               | 698               |
| 16027390 | Remptendorf                | 216             | 211               | 584               |
| 16027400 | Weitisberga                | 209             | 206               | 532               |
| 16027410 | Wurzbach, Stadt            | 2.459           | 2.452             | 2.509             |
| 16027420 | Zoppoten                   | 319             | 316               | 1.133             |
| 16027000 | Landkreis Lobenstein       | 28.094          | 27.920            | 35.605            |

## Kfz-Kennzeichen
Den Kraftfahrzeugen (mit Ausnahme der Motorräder) und Anhängern wurden von etwa 1974 bis Ende 1990 dreibuchstabige Unterscheidungszeichen, die mit dem Buchstabenpaar NJ begannen, zugewiesen. Die letzte für Motorräder genutzte Kennzeichenserie war NZ 55-01 bis NZ 60-00.
Anfang 1991 erhielt der Landkreis das Unterscheidungszeichen LBS. Es wurde bis zum 31. Januar 1995 ausgegeben. Seit dem 29. November 2012 ist es wieder im Saale-Orla-Kreis erhältlich.